# Indie Recordings
Indie Recordings – norweska niezależna wytwórnia płytowa zajmująca się wydawaniem płyt oraz promocją wykonawców metalowych. Została założona w 2006 roku przez braci Espena i Erika Solheim Røhne, którzy wcześniej stworzyli Tabu Recordings. Siedziba wytwórni znajduje się w Oslo.
Indie Recordings zajmuje się również dystrybucją na terenie Norwegii wydawnictw innych wytwórni, m.in. szwedzkiej Regain Records. W 2009 roku przedstawiciele Indie Recordings ogłosiły współpracę z wytwórnią The End Records, która zajmuje się dystrybucją ich płyt w Ameryce Północnej.